# Higuera de las Dueñas
Higuera de las Dueñas ist ein zentralspanischer Ort und eine Gemeinde (Municipio) mit 270 Einwohnern (Stand: 2024) in der Provinz Ávila in der Autonomen Region Kastilien-León. Zur Gemeinde gehört das Neubauviertel La Dehesa.

## Lage und Klima
Higuera de las Dueñas liegt auf der Ostseite der Sierra de Gredos am südlichen Rand der Provinz Ávila in einer Höhe von ca. 635 m. Die Entfernung nach Ávila beträgt knapp 40 km (Fahrtstrecke) in nordnordöstlicher Richtung. Das Klima ist gemäßigt bis warm; der Regen (ca. 473 mm/Jahr) fällt mit Ausnahme der trockenen Sommermonate übers Jahr verteilt.

## Bevölkerungsentwicklung
| Jahr      | 1970 | 1981 | 1991 | 2001 | 2011 | 2021 |
| Einwohner | 457  | 372  | 322  | 326  | 341  | 265  |

## Sehenswürdigkeiten
- Kirche